# Max Croon
Max Stewart Croon, född 26 november 2005, är en svensk fotbollsspelare som spelar för Djurgårdens IF.

## Klubbkarriär
Croon började spela fotboll i Viggbyholms IK och kom till Djurgården som 14-åring. I mars 2023 var han för första gången med i en A-lagstrupp i en tävlingsmatch som en av två målvakter på bänken när Djurgården mötte Lech Poznań i Conference League-åttondelsfinalen.
I december 2023 skrev han på ett lärlingsavtal med Djurgården.
Våren 2024 lånades han ut med dubbel spelregistrering till Sandviken i Superettan.

## Statistik

### Klubblag
| Klubb                            | Säsong             | Liga               | Liga    | Liga | Liga   | Nationell cup | Nationell cup | Nationell cup | Internationell cup | Internationell cup | Internationell cup | Totalt  | Totalt | Totalt |
| Klubb                            | Säsong             | Division           | Matcher | Mål  | Assist | Matcher       | Mål           | Assist        | Matcher            | Mål                | Assist             | Matcher | Mål    | Assist |
| -------------------------------- | ------------------ | ------------------ | ------- | ---- | ------ | ------------- | ------------- | ------------- | ------------------ | ------------------ | ------------------ | ------- | ------ | ------ |
| Djurgårdens IF                   | 2023               | Allsvenskan        | —       | —    | —      | —             | —             | —             | 0                  | 0                  | 0                  | 0       | 0      | 0      |
| Djurgårdens IF                   | 2024               | Allsvenskan        | 0       | 0    | 0      | 0             | 0             | 0             | 0                  | 0                  | 0                  | 0       | 0      | 0      |
| Djurgårdens IF                   | 2025               | Allsvenskan        | 0       | 0    | 0      | 0             | 0             | 0             | 0                  | 0                  | 0                  | 0       | 0      | 0      |
| Djurgårdens IF                   | Totalt             | Totalt             | 0       | 0    | 0      | 0             | 0             | 0             | 0                  | 0                  | 0                  | 0       | 0      | 0      |
| Sandvikens IF (lån)              | 2024               | Superettan         | 1       | 0    | 0      | —             | —             | —             | —                  | —                  | —                  | 1       | 0      | 0      |
| Sandvikens IF (lån)              | Totalt             | Totalt             | 1       | 0    | 0      | —             | —             | —             | —                  | —                  | —                  | 1       | 0      | 0      |
| Totalt i karriären               | Totalt i karriären | Totalt i karriären | 1       | 0    | 0      | 0             | 0             | 0             | 0                  | 0                  | 0                  | 1       | 0      | 0      |
| Senast uppdaterad 21 april 2025. |                    |                    |         |      |        |               |               |               |                    |                    |                    |         |        |        |